# Gardon (Musikinstrument)

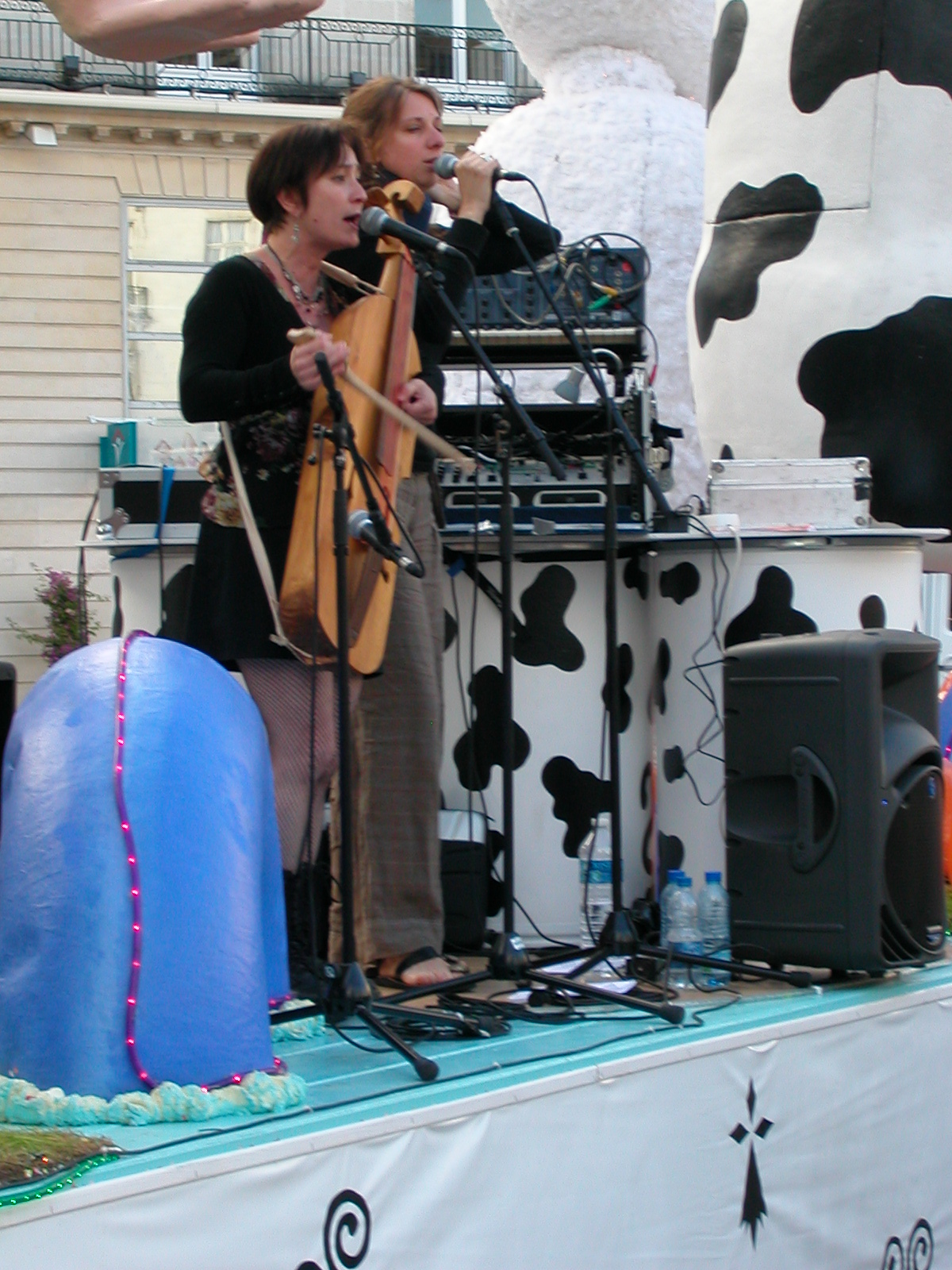
Gardon

Das Gardon, ungarisch ütőgardon, deutsch auch Trommelbassgeige, Schlagcello, ist ein traditionelles ungarisches Rhythmusinstrument der Szekler aus Csík (Ciuc) und der Tschango aus Gyimes (Ghimeş). Sein Korpus ist bei kleineren Instrumenten schalenförmig aus einem Stück Holz gehauen und mit einer Holzdecke beklebt. Größere Instrumente, deren Form an ein Violoncello erinnert, werden wie dieses kastenförmig aus Boden, Decke und Zargen verleimt. Der Korpus, der angesetzte kurze Hals mit Wirbelkasten und die darüber gespannten vier Saiten machen das Gardon nach der Bauform zu einer Halslaute. Die Bespannung erfolgt mit Darmsaiten, drei sind in D gestimmt, die vierte eine Oktave höher in d.
Das Gardon wird weder wie das Violoncello mit einem Bogen gestrichen, noch werden die Saiten verkürzt, stattdessen werden drei der Saiten mit einem Schlägel aus Holz in der rechten Hand angeschlagen und gegen das Griffbrett gedrückt, die Oktavsaite wird mit der linken Hand kräftig angezupft. Das Gardon wird üblicherweise nur von Frauen gespielt, die es meist schräg vor dem Körper tragen. In Gyimes dient das ausschließlich rhythmisch eingesetzte Instrument zusammen mit ein oder zwei Geigen zur Begleitung von Volkstänzen.
Das einzige andere europäische Saiteninstrument, dessen Saiten ebenfalls mit einem Stab geschlagen werden, ist die in Frankreich gespielte Kastenzither Tambourin de Béarn.